# النعيرات أولاد سليمان (أولاد أمرابط)
النعيرات أولاد سليمان هي إحدى مشيخات المملكة المغربية، تتبع جغرافيا لإقليم الصويرة وإداريًا لأولاد أمرابط. يقدر عدد سكانها بـ 2637 نسمة حسب الإحصاء الرسمي للسكان والسكنى لسنة 2004.